# The Beauty of Gemina
The Beauty of Gemina es una banda suiza de rock alternativo/electrónico procedente de Zürich y creada en 2006 por Michael Sele tras la disolución de su anterior banda Nuuk. Actualmente han publicado un total de ocho discos de estudio y poseen un sonido variado con tintes de diferentes estilos musicales como son el rock gótico, rock alternativo, post-punk, darkwave, música clásica,  techno, trance, trip hop y breakbeat. Las letras suelen tratar de temas oscuros como la depresión, el suicidio, dolor de amores, soledad y de vez en cuando críticas a la iglesia católica.

## Miembros

### Actuales
- Michael Sele - voz, guitarras, teclados y sintetizadores
- Mac Vinzens - batería
- Andi Zuber - bajo
- Ariel Rossi - guitarras
- Markus Stauffacher - bajo (en vivo)

### Antiguos miembros
- Martin Luzio - bajo (2006-2008)
- David Vetsch - bajo (2009-2013)
- Dave Meier - bajo (2013-2014)
- Dennis Mungo - guitarras (en vivo) (?-2013)
- Marco Gassner - guitarras (2013-2015)
- Simon Ambühl - guitarras (2015-2016)

## Discografía

### Discos de estudio
- 2007: Diary of a Lost
- 2008: A Stranger to Tears
- 2010: At the End of the Sea
- 2012: Iscariot Blues
- 2013: The Myrrh Sessions (disco acústico)
- 2014: Ghost Prayers
- 2016: Minor Sun
- 2018: Flying with the Owl
- 2020: Skeleton Dreams
- 2024: Songs of Homecoming

### Recopilatorios y discos en vivo
- 2015: Anthology Vol 1
- 2015: Live at Moods - A Dark Acoustic Night
- 2017: Minor Sun - Live in Zurich

### DVD
- 2008: Pictures of a Lost
- 2015: Live at Moods - A Dark Acoustic Night
- 2017: Minor Sun - Live in Zurich

### Videos musicales
- 2006: Suicide Landscape
- 2008: This Time
- 2008: Into Black
- 2010: Rumours
- 2010: Galilee Song
- 2012: Stairs
- 2013: Dark Rain
- 2013: Mariannah
- 2014: Darkness
- 2016: Crossroads
- 2017: Silent Land
- 2018: Ghosts
- 2019: River
- 2020: Apologise
- 2020: A Night Like This
- 2020: Friends Of Mine
- 2023: When The Night Is Back In Me'
- 2023: One Step To Heaven 2023
- 2024: Whispers Of The Season